# Moncayo
El Moncayo o San Miguel es una montaña del sistema Ibérico situada entre las provincias de Zaragoza (Aragón) y Soria (Castilla y León) en España. Con sus 2315 m sobre el nivel del mar, es la máxima cumbre del sistema Ibérico y uno de los picos más relevantes de la península ibérica, así como el pico más elevado tanto de la provincia zaragozana como de la soriana. Una parte del monte en su vertiente aragonesa forma parte de parque natural del Moncayo, que abarca una superficie de 11 144 hectáreas.  

## Etimología
El topónimo Moncayo parece proceder del latín Mons Caius > Mont(em) Caiu(m) > Moncayo, aunque en la Edad Media también se le conoció como Cacum y Chaunus.
Marcial, el poeta latino bilbilitano del siglo I, confirma que ya en latín se llamaba Mons Caius, el monte blanco de su niñez «encanecido por las nieves». Le dedicó su conocido epigrama:

Luci, gloria temporum tuorum,
qui Caium veterem Tagumque nostrum
Arpis cedere non sinis disertis.

El Marqués de Santillana también le dedicó unas coplillas.  José Antonio Labordeta le dedicó unos himnos. Antonio Machado, unos poemas en sus Canciones de Tierras Altas: "Recio viento sopla/de Urbión a Moncayo./
¡Páramos de Soria! Ya habrá cigüeñas al sol,/mirando la tarde roja,/entre Moncayo y Urbión".  y Gustavo Adolfo Bécquer lo recorrió con su hermano Valeriano Bécquer, aparte de mencionarlo como "espacio mágico" en sus Rimas y leyendas. El Monasterio de Veruela en el que se alojó en 1863 se encuentra en Vera de Moncayo. Así, afirmó "…me he empapado de inspiración a la sombra de los seculares bosques que cubren la falda del Moncayo”. Es probable que Bécquer se inspirase en la Fuentona de Muriel, para crear su Fuente de los Álamos, escenario de su relato Los ojos verdes (1861). Labordeta, en su poema Aragón, dice: "Dicen que hay tierras al este
donde se trabaja y pagan.
Hacia el oeste el Moncayo
como un dios que ya no ampara.
Desde tiempos a esta parte
vamos camino de nada".

## Geografía

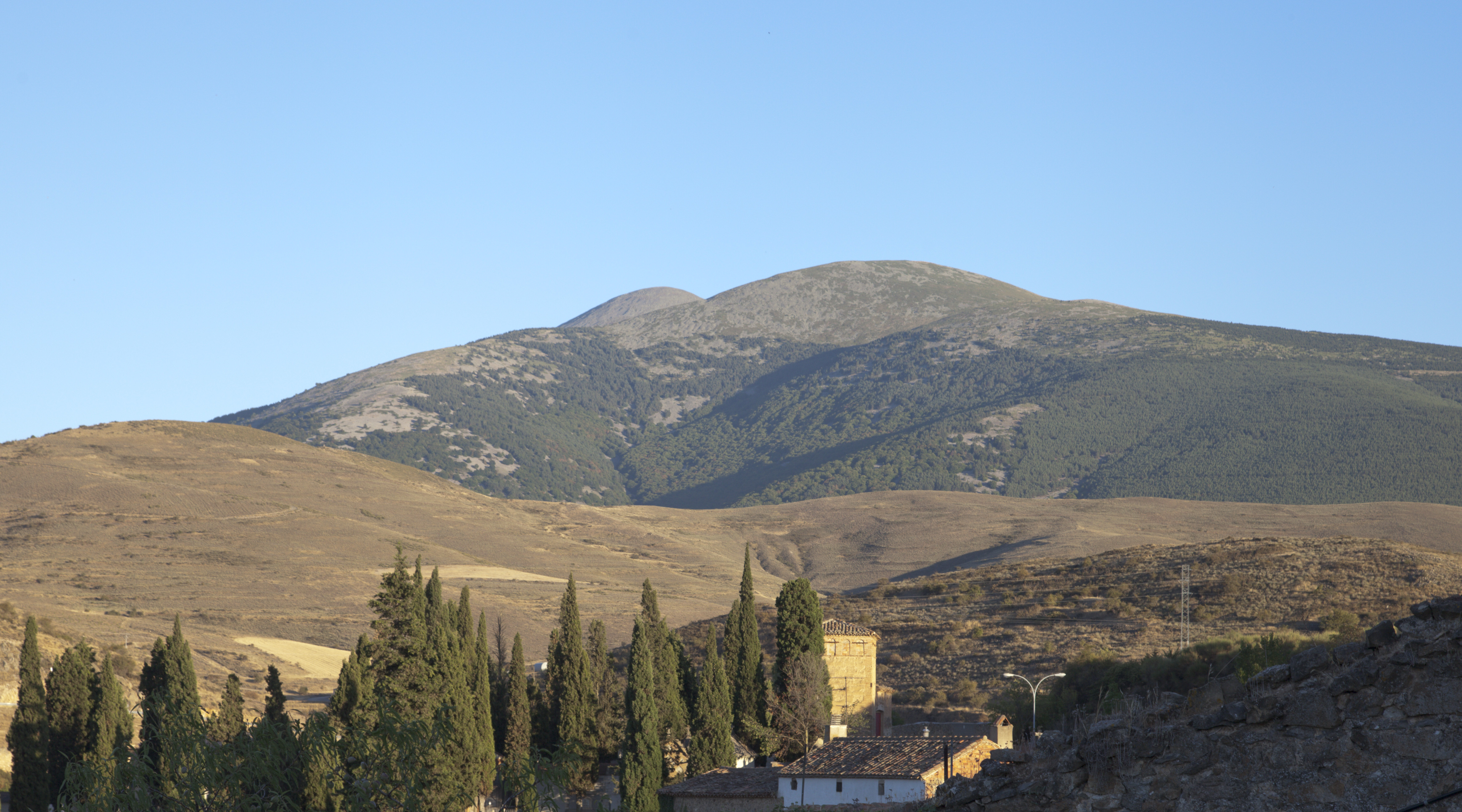
Vista desde Ágreda (Soria)

La sierra del Moncayo se alza exenta sobre el resto del sistema Ibérico alcanzando una destacada prominencia dada su gran altitud de más de 2300 m, en relación con el cercano valle del Ebro que apenas si tiene una altitud de unos 300 m. Es por ello, que el Moncayo se puede avistar nítidamente desde el Pirineo Occidental hasta el valle medio del Ebro. Está situado en la frontera entre Aragón y Castilla, a los pies de Navarra. Su prominencia y carácter de montaña exenta y hegemónica sobre las tierras del valle del Ebro ha contribuido a que su mole haya sido tenida por mágica y sagrada desde tiempos de la presencia de los celtíberos y la posterior conquista romana[cita requerida].

Mantenía nieves casi todo el año, como refleja Marcial, «senemque Caium nivibus» (el Moncayo encanecido por sus nieves). 

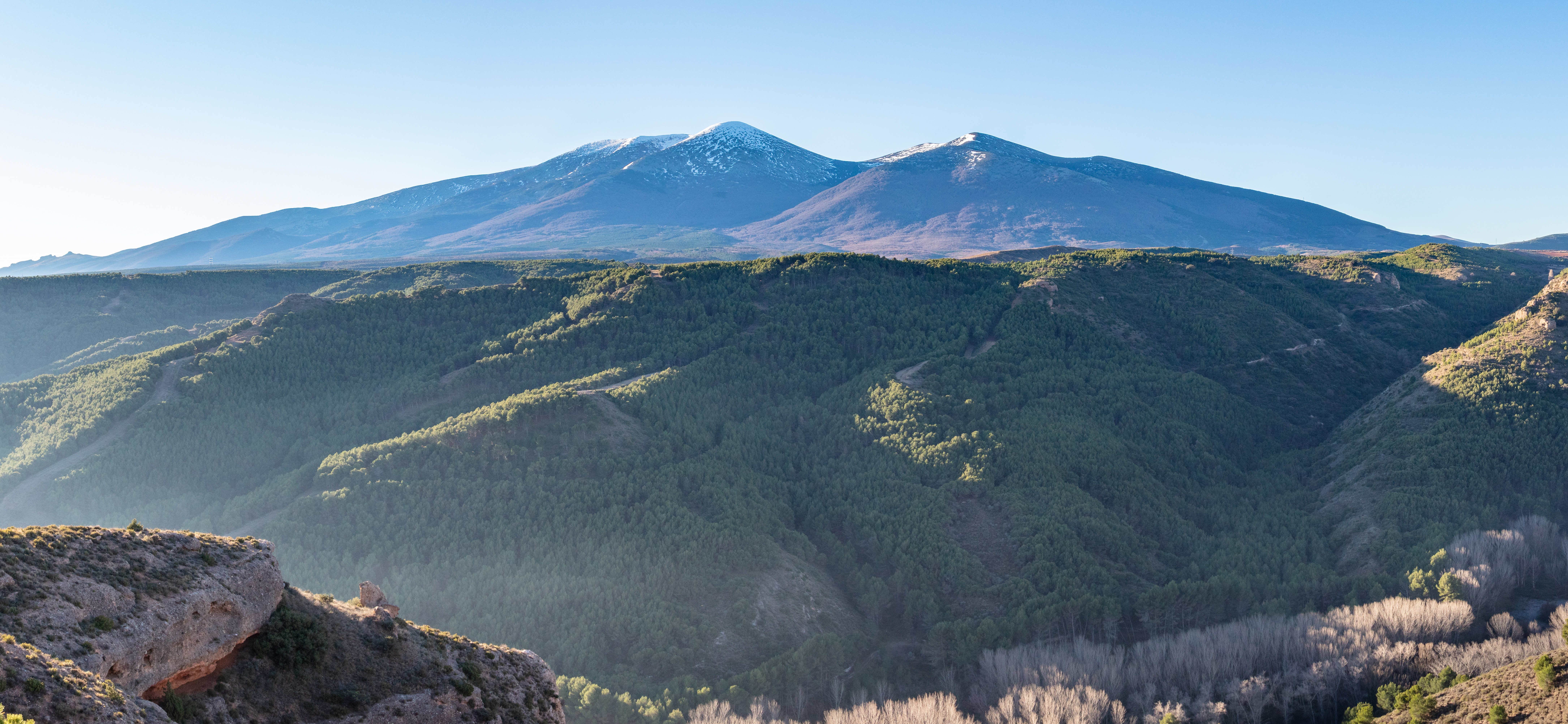
Vista lejana del Moncayo.

La montaña tiene tres circos, que reciben el nombre de hoyas; estas son Hoya San Miguel, San Gaudioso y Morca. Son de origen glacial, de la época cuaternaria. El macizo del Moncayo consta de tres cumbres que superan los 2000 m de altitud; el Moncayo de Castilla o Peña Negra, de 2118 m; el propio Moncayo, de 2316 m; y Lobera, de 2226 m. Otras secundarias son San Juan, de 2283 m; Morca, de 2273 m; y Peña Negrilla, de 2171 m. El macizo se extiende hacia el sudeste con cumbres menores que superan los 1500 m (Sierra del Toranzo (1662 m), Sierra del Tablado (1700 m).
Actualmente, la parte sursureste se encuentra amenazada por la existencia de unos proyectos mineros de primer orden, para la explotación de magnesita, especialmente la zona de la sierra de Tablado (municipios de Beratón y Borobia). Dicha explotación minera, que se realizaría a cielo abierto, y sus correspondientes altos hornos, afectarían a los recursos hídricos de estas poblaciones, así como a las situadas aguas abajo del río Manubles, el cual nace en la falda de esta sierra satélite del Moncayo.
Desde 1978, un sector del monte en su vertiente aragonesa forma parte del hoy llamado parque natural del Moncayo (inicialmente la denominación con la que fue declarado área protegida era parque natural de la Dehesa del Moncayo), con una actual superficie de 11 144 hectáreas. Existe un Centro de Interpretación de la Naturaleza en Agramonte.
En su cima tiene un vértice geodésico de primer orden, el número 35207.

## Ecología

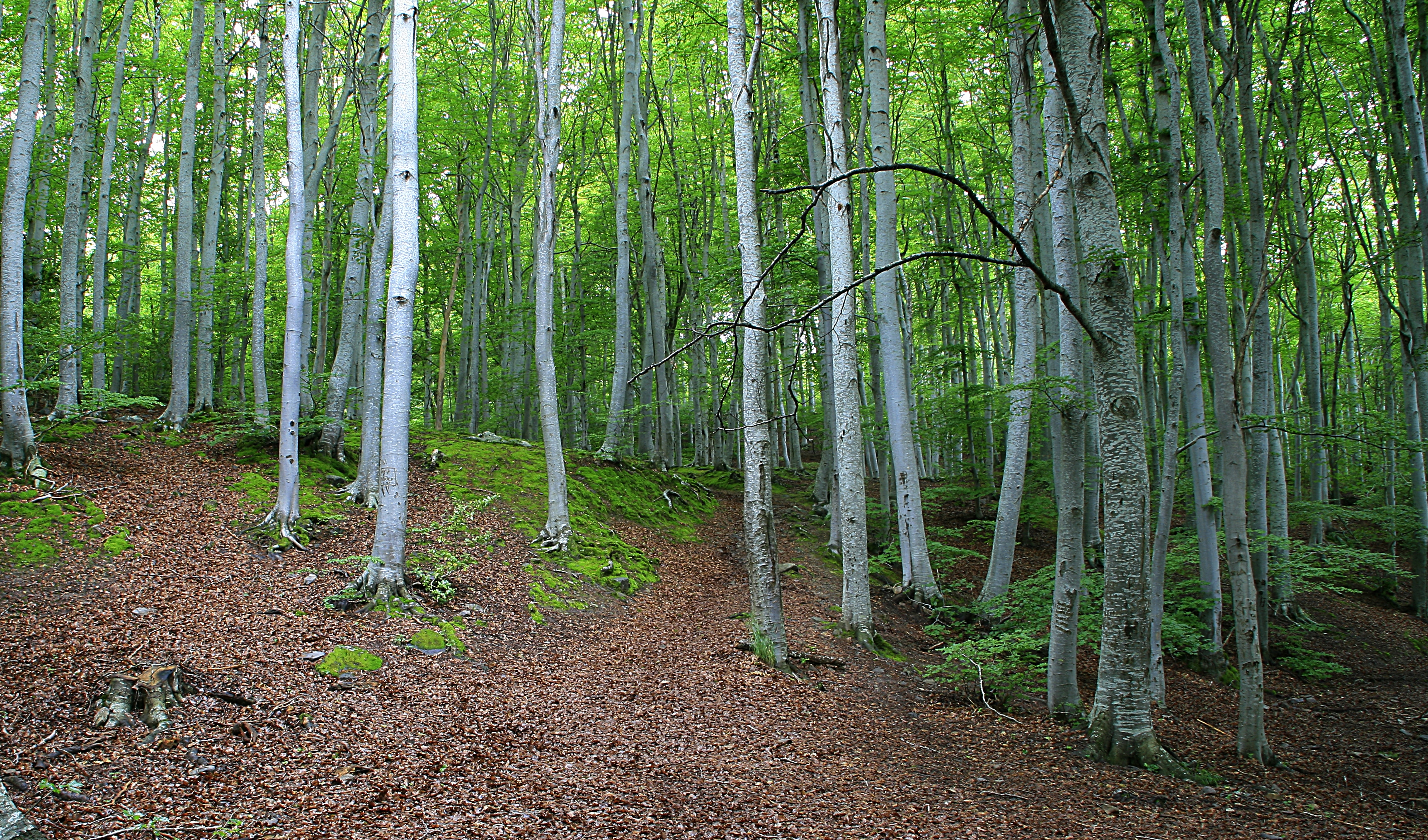
Hayedo en el Moncayo por su vertiente norte.

El gran volumen de la montaña unido a su altitud capta las nubes atlánticas y detiene la humedad de estas. Debido a su posición existen diferencias climáticas y de vegetación respecto a cada una de las vertientes.
Su cara norte es una sucesión, estratificada, de diferentes vegetaciones y ecosistemas; los encinares y coscojares van dando paso a robledales, pinares, hayedos y abedulares, hasta que se impone el pino negro, repoblado. Después vienen los matorrales sabina rastrera y retamares finalizando con pastos ralos de altura a base de Festuca. Destaca el Hayedo de Peña Roya, en la vertiente zaragozana.
En 1927 se declaró a esta parte de la sierra del Moncayo como Sitio Natural de Interés Nacional y posteriormente como parque natural de la Dehesa del Moncayo (actualmente Parque natural del Moncayo). Este parque natural aragonés abarca parte de la vertiente sur, la denominada «Cara Oculta del Moncayo»; un claro ejemplo de monte mediterráneo poblado de encinares y plantas aromáticas, asentadas sobre rocallas y abruptas paredes verticales. Este paraje es muy apreciado por escaladores, espeleólogos y senderistas.
Su cara sur, en Soria, se deja caer mucho más abruptamente y parece, en el horizonte, una gran montaña aislada dominando el territorio que se conoce como tierrágreda y se rodea de paisajes cerealistas como el campo de Gómara y la Rinconada. La vertiente sur es conocida como “la cara oculta del Moncayo”, en referencia de que se trata de una zona con cierto desconocimiento por parte de muchos montañeros. Su situación, entre los valles de los ríos Isuela y Aranda, rodeada de las sierras de la Virgen, Nava Alta, Tablado y las estribaciones meridionales del Moncayo, ofrece un relieve más abrupto que en la cara norte. En el soriano pueblo de Vozmediano nace el río Queiles en el manantial que está calificado como segundo de Europa por el caudal que suministra, una aportación media de 1500 litros por segundo.

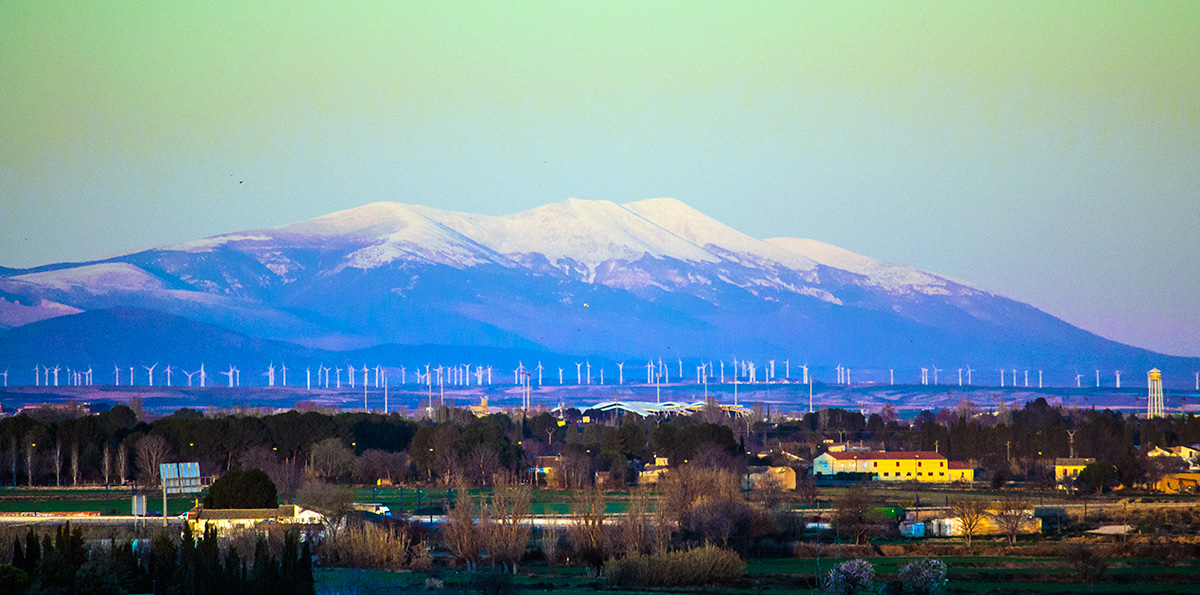
Moncayo nevado al amanecer desde Zaragoza (a unos 70 km)

A finales del año 2007 las autoridades de Soria comenzaron a realizar gestiones para la creación en la vertiente soriana de un parque natural, gemelo del aragonés, que englobaría parte de los municipios de Beratón, Vozmediano, Ágreda y Cueva de Ágreda. No obstante, al igual que ocurre en dicho parque natural del Moncayo aragonés, la zona soriana en cuestión se encuentra incluida dentro de las figuras de protección de Red Natura 2000 denominadas LIC (Lugar de Importancia Comunitaria) y ZEPA (Zona de Especial Protección para las Aves), en este caso, nombradas ambas como LIC y ZEPA Sierra del Moncayo.
El parque es una de las zonas piloto donde se realizan muestreos del  proyecto internacional de investigación GLORIA, de estudio a largo plazo de la flora alpina para evaluar los impactos del cambio climático sobre la biodiversidad vegetal de la alta montaña de la Tierra.

### Flora

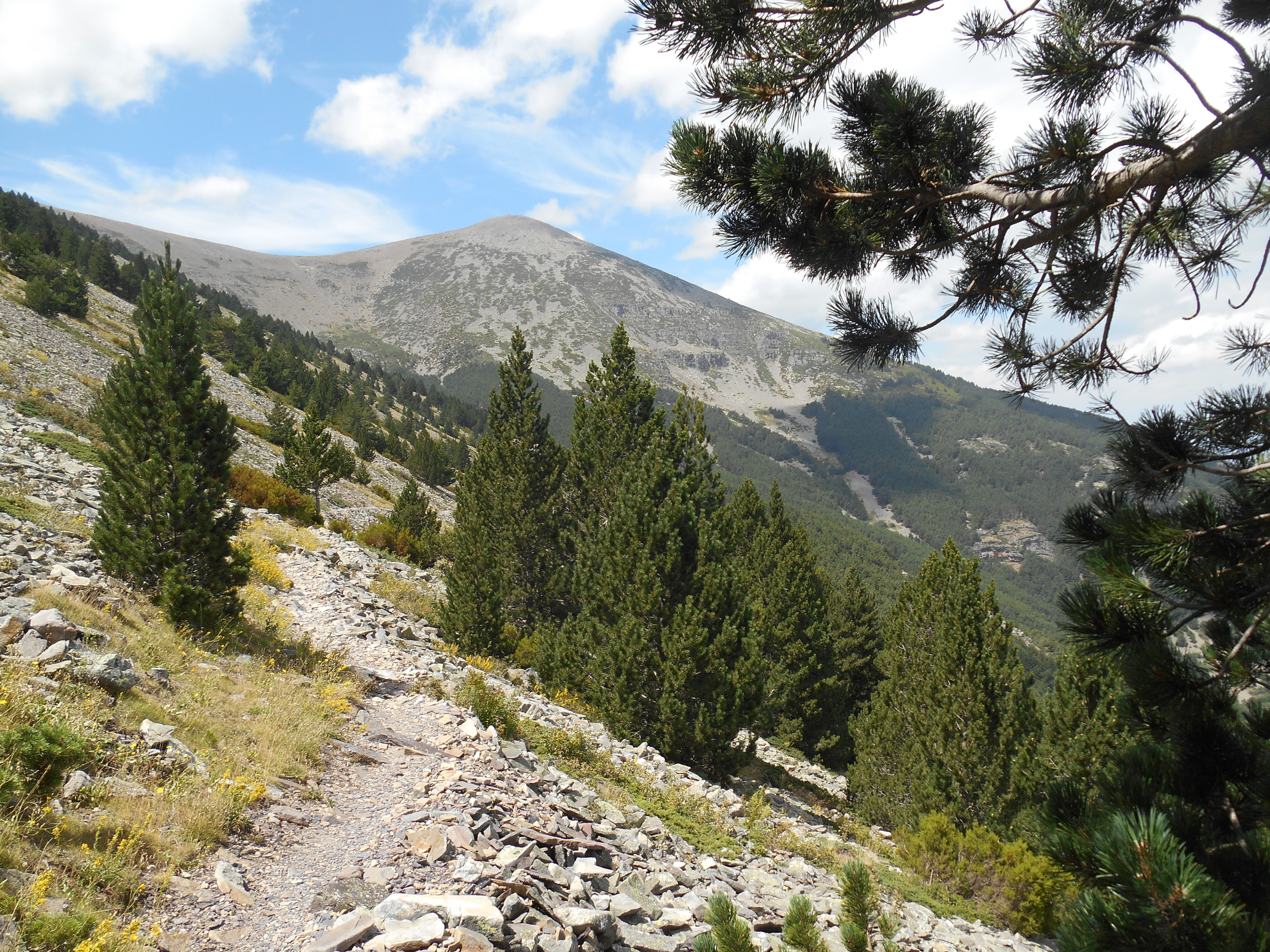
Ejemplares de pino negro en la zona más próxima a la cumbre del Moncayo.

El Moncayo constituye un elemento original dentro de la vegetación del Sistema Ibérico, por cuanto es el único macizo de ésta que presenta un claro escalonamiento de las formaciones vegetales.
En el piso inferior se desarrolla el bosque mediterráneo de encinar y carrascal. Asciende hasta los 900 m de altitud y se trata de un bosque claro con un matorral formado por tomillos y aliagas.
Entre los 900 y 1100 m de altura se desarrolla el rebollar: Formado por árboles de pequeño porte densamente agrupados. Su matorral está formado por jaras. Con el incremento de la humedad, juntamente con el descenso de las temperaturas, entre los 1100 y los 1650 m de altitud, aparece el hayedo. Se trata de un bosque residual en lucha con los suelos pedregosos, que cede las áreas secas al roble albar y las encharcadas a los sauces, abedules y fresnos. Se trata de uno de los bosques de hayas más meridionales de Europa, sólo los del Sistema Central y Los Puertos de Tortosa-Beceite están más al sur.
Desde los 1000 m y hasta cerca de los 1800 m crecen los pinares, entremezclados con hayas y robles. Muchos ejemplares son de repoblación. En la actualidad se trata de un bosque denso, con ejemplares de gran tamaño. Las distintas especies de pino que se pueden observar son: pino rodeno (en áreas bajas), el pino silvestre (el más abundante), y el pino negro (en las áreas más elevadas).

## El Moncayo y la aeronáutica
Debido a la proximidad del polígono de tiro de las Bardenas y de la base aérea de Zaragoza, que fue utilizada por los Estados Unidos desde 1954 hasta 1994, el Moncayo es un buen emplazamiento para ver aviones militares a baja altura. En su entorno se han producido varios accidentes aéreos de los que todavía quedan restos. Desde 1969 se han estrellado nueve aviones, siete de ellos militares pertenecientes Fuerza Aérea de Estados Unidos y dos civiles. El 24 de agosto de 1937, durante la guerra civil, fue derribado un bombardeo del ejército republicano, un Túpolev SB Katiuska.
El accidente más grave ocurrió en 1984 y en él perecieron 18 personas. Fue un avión de transporte C-130 Hercules que pertenecía a la 435 Ala de Transporte Aéreo de las fuerzas armadas de Estados Unidos con base en Rhein Main (Alemania). Se estrelló en la zona de la loma de la Muela Baja de Borja y fallecieron todos sus ocupantes.

## Rutas de ascenso

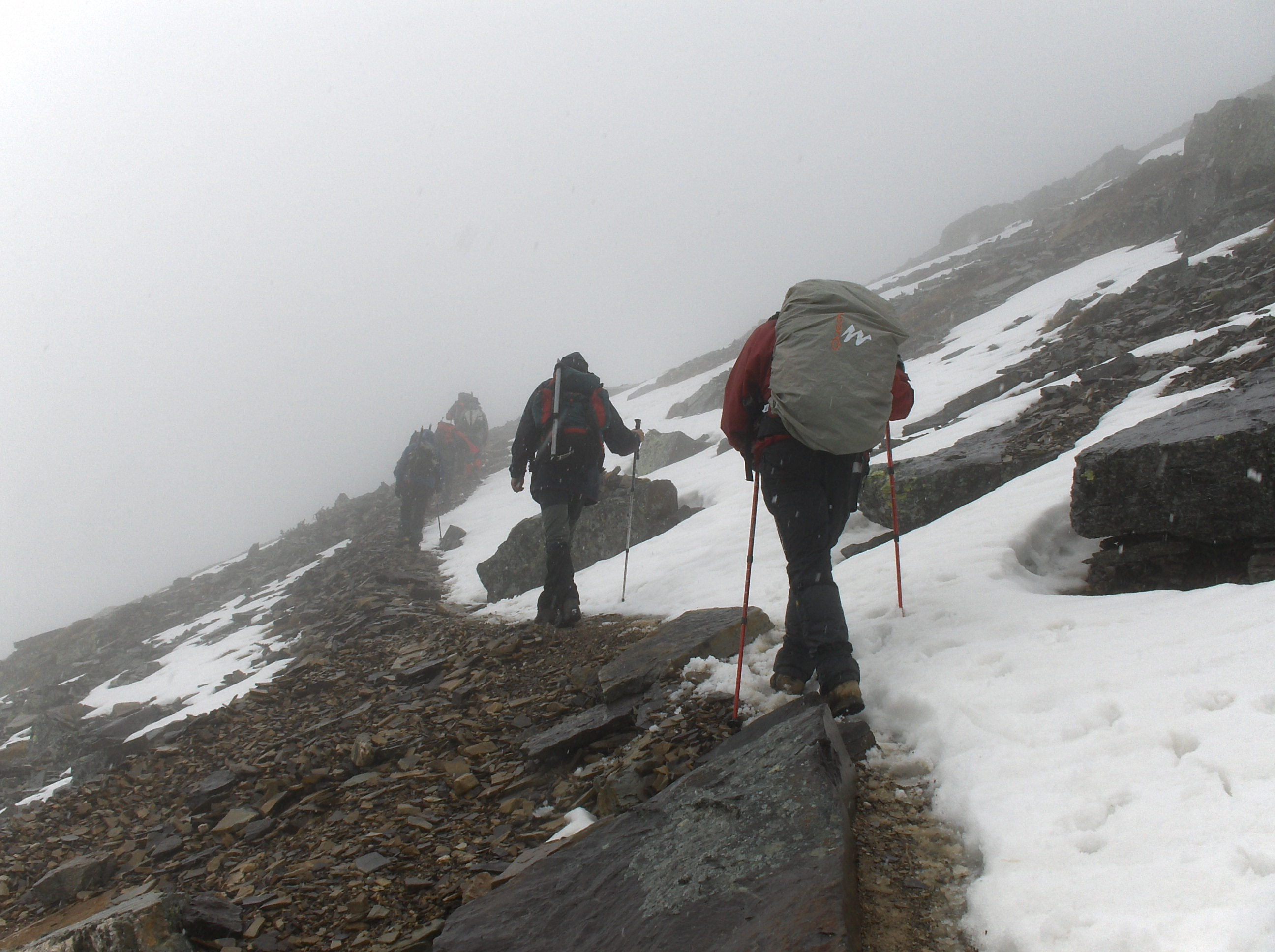
Ascensión al Moncayo.

Son varias las rutas que ascienden a esta montaña la más común es la que parte del Santuario de la Virgen del Moncayo.
Desde la Virgen del Moncayo

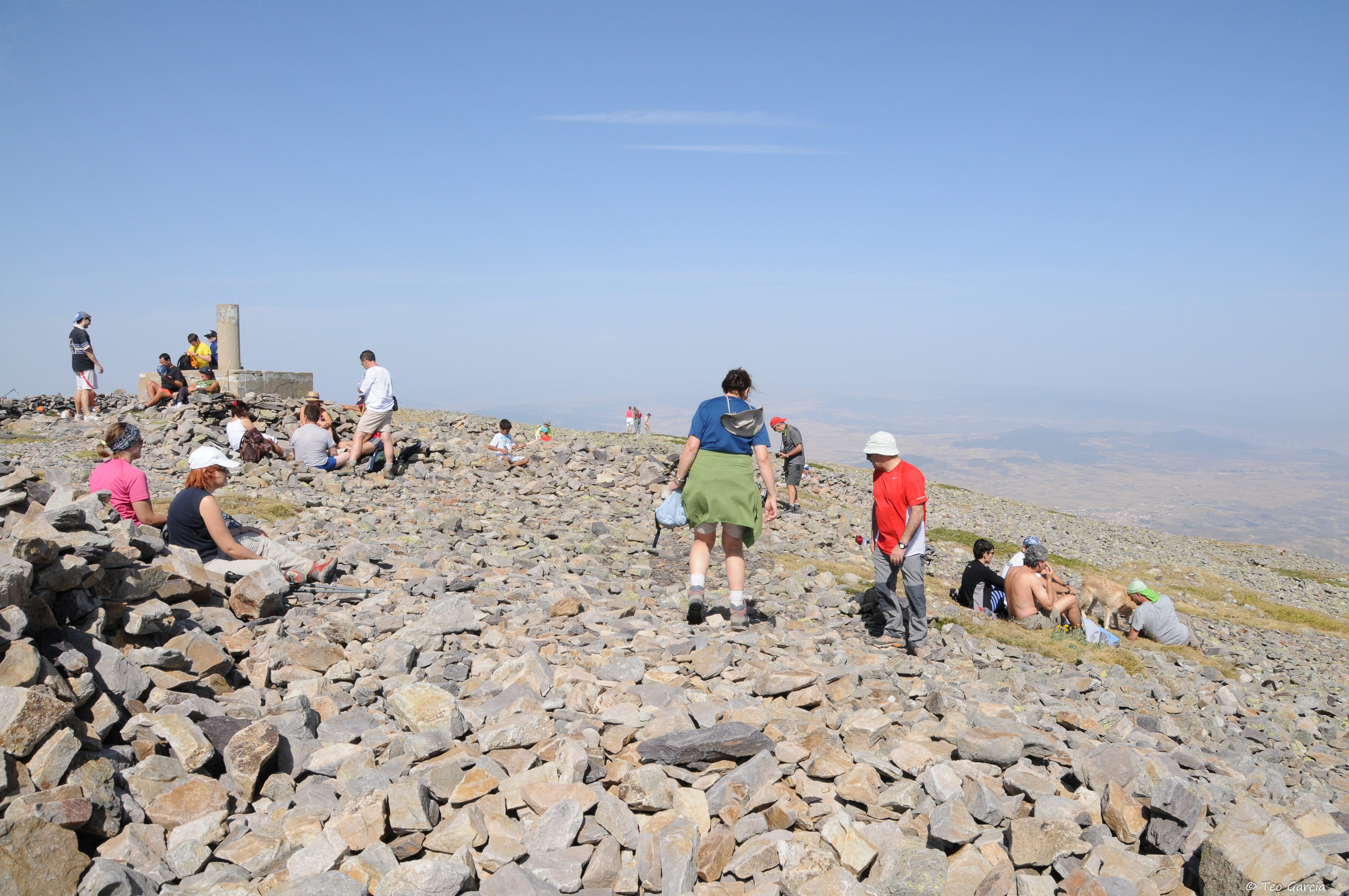
Cima del Moncayo.

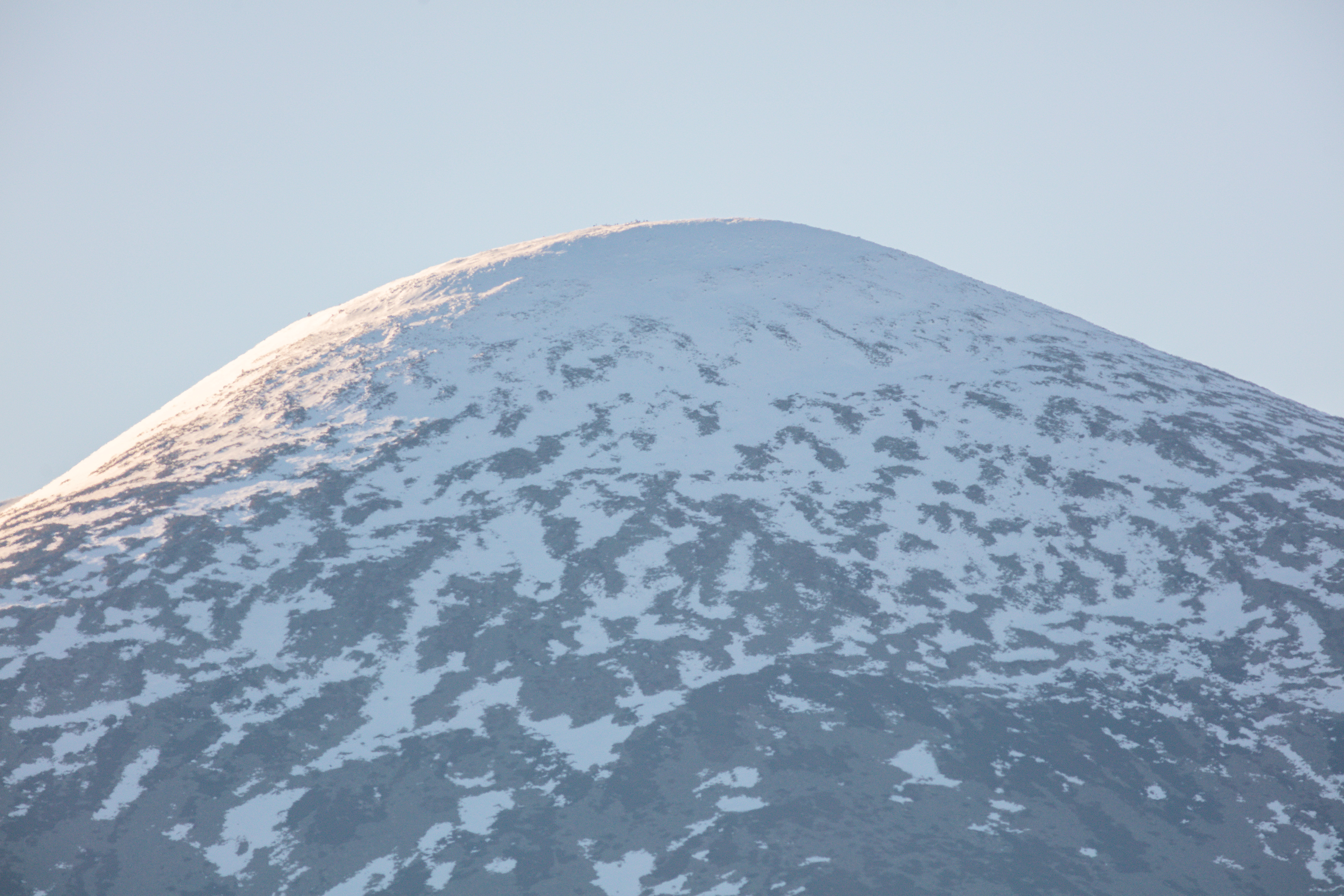
Vista lejana de la cima nevada.

Desde el santuario de Nuestra Señora del Moncayo, a 1621 m, se parte por una senda que discurre por un bosque para, siguiendo por terreno despejado, llegar al circo de Cucharón (1833 m), que es la base de la hoya de San Miguel, desde ese punto se puede seguir dos rutas:
- La primera se dirige directamente a la cima por un terreno con mucha inclinación que, en invierno, lo hace peligroso.
- La segunda consiste en alcanzar la cresta por la loma que separa el circo donde nos encontramos del circo del de San Gaudioso, hasta llegar al cerro de San Juan (2283 m) y de allí a la cumbre.

Fuente de los Frailes
Fuente de los Frailes se sitúa en una curva antes de llegar al santuario de la Virgen del Moncayo alargando así el tiempo y agrandando la dificultad, 300 m más de desnivel.
Litago
El pueblo de Litago se sitúa en la vertiente norte, por un largo camino que atraviesa la carretera que une el Monasterio de Veruela con el Santuario de Agramonte y llega a la Fuente de los Frailes a 1349 m, donde se une al anterior.
Cueva de Ágreda
Por la vertiente soriana se comienza en la Cueva de Ágreda que está a 1296 m de altitud, por donde se remonta el barranco del Colladillo hasta llegar al paso que separa el Cerro San Juan de la cima del Moncayo.
Beratón
También por la vertiente soriana, se comienza en Beratón, a 1395 m de altitud. Se avanza en dirección norte, al pie del Alto del Caíz, remontando hasta el nacimiento del río Hontanares, al pie de Lobera. Desde allí, se empieza a subir por la pista forestal, entre robles y hayas, hasta aproximadamente 2000 m de altura, donde termina el bosque, siguiendo desde ahí por los canchales hasta el vértice de Lobera (2222 m), y llegando desde ahí fácilmente al alto de San Miguel.
Por el canal de Castilla
Desde la fuente de los Frailes en el lado aragonés se puede ladear hacia el norte, ascender por el canal de Castilla y atacar la cima tras pasar el collado de Castilla de manera directa.
Tiempos de acceso
- Santuario Virgen del Moncayo (2 h).
- Fuente de los Frailes (2 h 45 min).
- Litago (1 h 15 min, hasta Fuente de los Frailes).
- Cueva de Ágreda (2 h 30 min).
- Beratón (2 h 45 min).[13]

## Leyendas

### Los tres hermanos envidiosos
La leyenda cuenta que el señor y brujo de una tribu prerromana, poseedor de riquezas y de un extenso territorio entre las tierras de lo que hoy son las provincias de Zaragoza, Soria y Guadalajara, enviudó y tuvo que hacerse cargo de sus tres hijos, que se llevaban muy mal, guiados por la envidia y la codicia por conseguir la herencia de su padre. Las duras peleas entre los hijos iban siendo cada vez más frecuentes, hasta que el padre, harto de las riñas entre sus hijos, decidió cargarles una maldición eterna de tal manera que pudieran verse pero no hablarse, convirtiéndoles así en tres altas montañas que situaría a cada extremo del territorio para que sirviera de ejemplo para tribus cercanas: el mayor, Moncayo; el mediano, Ocejón, y el pequeño, Alto Rey. Mucho tiempo después, un niño subió al Alto Rey, el menor de los tres hermanos, y pudo contemplar la vergüenza con la que se mostraban los hermanos.
En la ermita situada en la cima del Alto Rey se puede contemplar un grabado en la piedra en la que se muestran tres cabezas situadas las unas de las otras de la misma manera que se sitúan geográficamente el Moncayo, el Ocejón y el Alto Rey.

### Tumba del gigante Caco
Según alguna leyenda local, aquí está la tumba del gigante Caco, asesinado  por Hércules, quien lo enterró bajo el monte, que recibió el nombre de Moncayo (Monte de Caco). Las aguas del río Queiles manaron rojas durante una semana por la sangre derramada de Caco.

## En la cultura popular
En la vertiente aragonesa de la montaña se encuentra el Santuario de Nuestra Señora del Moncayo, de donde parten muchas excursiones a su cima, y cerca, el monasterio de Veruela, del siglo XII, que inspiró a Gustavo Adolfo Bécquer las Cartas desde mi celda. En el lado soriano Antonio Machado ambientó alguna referencia vaga al Moncayo, en Campos de Castilla.